# Лужская верфь
Лужская верфь — корабельная верфь, действовавшая в начале XVIII века на реке Луге близ деревни Онежицы (ныне Лужский район) и занимавшаяся строительством кораблей для гребной эскадры Балтийского флота.

## История
После поражения русских войск осенью 1700 года под Нарвой в период Северной войны, Пётр I повелел создать корабельные верфи для строительства судов Балтийского флота.
30 января (10 февраля) 1701 года, царским указом было велено Новгородскому приказу и стольнику Ивану Татищеву «быть у стругового дела и построить на реках Волхове и Луге 600 стругов и паузков».
Верфь была заложена выше Ямбурга на реке Луге близ деревни Онежицы, в 18-ти километрах от современного города Луга.
18 (29) июня 1701 года генерал-фельдмаршал Б. П. Шереметьев докладывал царю:

«На Луге стругов сделано 170 и достальные вскоре поспеют, а на Волхове сделано немного, а иные почали делать в сем месяце… и я приказал накрепко, чтобы не плошались, делали».— Из письма Б. П. Шереметьева от 18 июня 1701 года Петру I.
В 1703 году английский мастер Херли Эндрю (в некоторых источниках встречается как Х. Андреев) на Лужской верфи заложил 44 бригантины, которые были построены и спущены на воду в 1704 году и вошли в состав Балтийского флота.
Суда, построенные на Лужской верфи, спускались вниз по течению до Ямбурга, где оснащались и загружались войсками, провиантом, оружием и техническими средствами, необходимыми для штурма крепостей. После этого суда шли по реке Луге до Россони, по которой доходили до Наровы и далее продвигались по ней к Нарве и Ивангороду.
С 1704 по 1711 годы на верфи продолжали строить транспортные суда и плавсредства, обеспечивавшие военные перевозки армии Петра I.
В 1711 году корабельный мастер Ю. А. Русинов заложил и в 1712 году спустил на воду 14 бригантин, которые вошли в состав Балтийского флота и участвовали в Северной войне.
В 1712—1713 года на верфи были построены ещё 6 бригантин, несколько галер и полугалер.